# Isadore Singer
Isadore Manuel Singer (sinh ngày 3 tháng 5 năm 1924 tại Detroit, Michigan - mất ngày 11 tháng 2 năm 2021), là nhà toán học người Mỹ, nổi tiếng về công trình nghiên cứu chung với Michael Atiyah về Định lý số mũ Atiyah–Singer (Atiyah-Singer index theorem).

## Cuộc đời và Sự nghiệp
Ông sinh tại Detroit, Michigan, và đậu bằng cử nhân ở Đại học Michigan năm 1944. Sau khi đậu bằng tiến sĩ ở Đại học Chicago năm 1950, ông tới dạy học ở Đại học California tại Los Anngeles rồi ở Học viện Công nghệ Massachusetts, nơi ông giảng dạy phần lớn trong sự nghiệp của mình.
Ông qua đời vào ngày 11 tháng 2 năm 2021 tại nhà riêng ở Boxborough, Massachusetts hưởng thọ 96 tuổi.

## Giải thưởng và vinh dự
- Viện Hàn lâm Khoa học quốc gia Hoa Kỳ
- Viện Hàn lâm Khoa học và Nghệ thuật Hoa Kỳ
- Giải tưởng niệm Bôcher (1969)
- Giải Leroy P. Steele cho thành tựu suốt đời (2000)
- Huy chương Eugene Wigner (1988)
- Huy chương Khoa học quốc gia (1983)
- Giải Abel (2004, chung với Michael Atiyah)
- Giải James Rhyne Killian của Học viện Công nghệ Massachusetts (2005).